# Trachyliopus albosignata
Trachyliopus albosignata là một loài bọ cánh cứng trong họ Cerambycidae.